# Municipio de Whitton
El municipio de Whitton (en inglés: Whitton Township) es un municipio ubicado en el condado de Misisipi en el estado estadounidense de Arkansas. En el año 2010 tenía una población de 306 habitantes y una densidad poblacional de 4,14 personas por km².

## Geografía
El municipio de Whitton se encuentra ubicado en las coordenadas 35°29′12″N 90°14′48″O / 35.48667, -90.24667. Según la Oficina del Censo de los Estados Unidos, el municipio tiene una superficie total de 73.95 km², de la cual 73,92 km² corresponden a tierra firme y (0,05 %) 0,04 km² es agua.

## Demografía
Según el censo de 2010, había 306 personas residiendo en el municipio de Whitton. La densidad de población era de 4,14 hab./km². De los 306 habitantes, el municipio de Whitton estaba compuesto por el 71,57 % blancos, el 26,8 % eran afroamericanos, el 1,31 % eran de otras razas y el 0,33 % eran de una mezcla de razas. Del total de la población el 0,98 % eran hispanos o latinos de cualquier raza.